# كيت سمورثويت
كيت سمورثويت (من مواليد 09 ديسمبر 1975) هي ممثلة كوميدية وناشطة سياسية بريطانية. ظهرت على التلفزيون والإذاعة البريطانية كمحللة، حيث قدمت آراء وتعليقات حول مواضيع تتراوح من السياسة إلى الدين. تؤدي عروضًا ارتجالية في جميع أنحاء المملكة المتحدة وخارجها، بما في ذلك عرض كوميدي سنوي في إدنبرة فرينج وهي راعية لجمعية الإنسانيين في المملكة المتحدة، عرفت سابقًا باسم الجمعية الإنسانية البريطانية، ونائب رئيس حقوق الإجهاض في المملكة المتحدة.